# 三陸鉄道リアス線
リアス線（リアスせん）は、岩手県大船渡市の盛駅と同県久慈市の久慈駅を結ぶ、三陸鉄道の鉄道路線の総称である。
三陸鉄道による旅客案内上は全区間において「リアス線」の路線名称を使用しているが、後述する歴史的な経緯により、国土交通省監修『鉄道要覧』では「南リアス線（みなみリアスせん）」「リアス線」「北リアス線（きたリアスせん）」の3つの線名に分かれている。報道などでの表記や愛称としては、会社名である三陸鉄道やその略称の三鉄（さんてつ）で呼ばれることが多い。
路線の長さは合計163キロメートルで、リアス式海岸として知られる岩手県の三陸海岸沿いを南北に縦貫する。

## 概要
リアス線は建設時の歴史的経緯により、盛駅 - 釜石駅間（南リアス線）、釜石駅 - 宮古駅間（リアス線）、宮古駅 - 久慈駅間（北リアス線）に分けられる。盛駅 - 釜石駅間および宮古駅 - 久慈駅間は日本鉄道建設公団（鉄道公団）により建設された区間で、1970年代に日本国有鉄道（国鉄）の路線として一部区間が開通していたものを、特定地方交通線の取り組みにより1984年（昭和59年）に三陸鉄道が承継して全通させた。釜石駅 - 宮古駅間は鉄道省山田線の一部として1930年代に順次開通し、国鉄を経て、国鉄分割民営化に伴い発足した東日本旅客鉄道（JR東日本）により運営されていた区間で、三陸鉄道との直通列車も設定されていた。
海岸近くを通る区間が多いため、2011年（平成23年）3月11日に発生した東北地方太平洋沖地震（東日本大震災）に伴う津波によって線路や駅舎が各地で大きな被害を受け各線とも全線で不通となったが、三陸鉄道により運営されていた南リアス線・北リアス線は2014年（平成26年）4月6日までに全線で復旧。南北リアス線の間にあったJR山田線の宮古駅 - 釜石駅間は、JR東日本が復旧工事を行った上で三陸鉄道に移管されることとなり、2019年（平成31年）3月23日にリアス線として運行再開。同時に既存の南リアス線・北リアス線とあわせ、盛駅 - 久慈駅間の案内上の路線呼称を「リアス線」に統一することとなった。一方、三陸鉄道への移管と呼称統一後も全区間を通しで運転する列車は限られており、実態としては釜石駅・宮古駅を境に運転系統が分割されている（後述）。
建設年代の新しい南リアス線・北リアス線の区間は大半がトンネルや高架橋で構成され、線形も直線的で、道路ともほとんどが立体交差化されている。これに対して、山田線を転換したリアス線の区間は曲線や地平区間、踏切が多く存在するなど、区間ごとに路線状況が異なるのも特徴となっている。また、一貫して海岸線沿いを走り続けるわけではなく、海岸線から数キロメートル離れた内陸部を経由する区間もある。
盛駅 - 久慈駅間を1路線としてみなした場合、日本の第三セクター鉄道では最長距離の路線 (163.0 km) となる。

### 路線データ
- 管轄（事業種別）：三陸鉄道（第一種鉄道事業者）
- 区間（営業キロ）：盛駅 - 久慈駅 163.0 km
  - 盛駅 - 釜石駅（南リアス線） 36.6 km
  - 釜石駅 - 宮古駅（リアス線） 55.4 km
  - 宮古駅 - 久慈駅（北リアス線） 71.0 km
- 軌間：1,067 mm
- 駅数：41駅（起終点駅含む。釜石駅・宮古駅は重複計上しない）
- 複線区間：なし（全線単線）
- 電化区間：なし（全線非電化）
- 閉塞方式：特殊自動閉塞式（軌道回路検知式）
- 運転指令所
  - 盛駅 - 釜石駅間：運行本部大船渡派出所（大船渡指令）
  - 釜石駅 - 宮古駅間：運行本部（宮古指令）
  - 宮古駅 - 久慈駅間：運行本部久慈派出所（久慈指令）
- 最高速度：90 km/h[要出典]
- 車両基地所在駅：宮古駅（運行本部）、久慈駅・盛駅（派出所）

## 運行形態
2022年3月12日改正時点のダイヤでは、盛駅 - 久慈駅間全線通し列車が上り3本・下り2本設定されているが、釜石駅と宮古駅で数分から30分強停車し、列車番号が変わる。全線通し列車の所要時間は、途中駅での停車時間を含めて4時間半前後である。このほか区間運転列車として、盛駅 - 宮古駅間の列車が上り1本・下り2本、釜石駅 - 久慈駅間の列車が上り1本・下り2本運転されているほか、運行系統が分かれていても数分で乗り継げる列車もある。
定期列車はすべて各駅に停車する普通列車で、朝5時台に始発列車が発車し、22時台に運行を終える。一部列車を除き全線でワンマン運転を実施している。
収入増や沿線活性化のため、観光客を呼び込むための臨時列車を企画・運行している。2022年7月9日には、シカと列車の衝突事故が多いことを逆手にとり、夜間にシカを見物する「ナイトジャングルトレイン」を走らせた。

### 盛 - 釜石間
この区間を通して走る列車が1日11往復運行される。釜石駅発着の列車でも上り始発列車・下り最終列車以外は宮古方面の列車と接続する。朝は1時間に1本程度だが、日中は2時間以上空く時間帯がある。

### 釜石駅 - 宮古駅間
この区間を通して走る列車が11往復存在するほか、早朝には岩手船越駅発、平日夕方に津軽石駅発の宮古駅行き列車が各1本運転されている。概ね40分から2時間おきに運行される。

### 宮古駅 - 久慈駅間
この区間は通して走る列車が12往復存在する。このほか、平日には夜に久慈駅発田野畑駅行の普通列車とその折り返しで田野畑駅発久慈駅行の快速列車が運行されていたが、2021年3月13日のダイヤ改正で廃止された。快速列車は白井海岸駅・堀内駅・十府ヶ浦海岸駅・陸中宇部駅の4駅を通過していた。運行間隔は1時間から2時間おきである。

### 過去の運行形態

#### 盛駅 - 釜石駅間
2011年（平成23年）3月11日に発生した東北地方太平洋沖地震（東日本大震災）以来全線が不通になっていたが、2013年（平成25年）4月3日に盛駅 - 吉浜駅間が運行を再開し、翌2014年（平成26年）4月5日に吉浜駅 - 釜石駅間の運行を再開した。
2013年4月3日は盛駅 - 吉浜駅間で臨時列車のみ3往復が運転され、翌4日からは同区間に1日7往復の定期列車が運転されていた。2014年4月5日の全線運行再開時からは1日9往復の列車が運転され、2016年（平成28年）3月26日のダイヤ改正で1日10往復に増える。車両はクウェートの支援で購入した36-700形が使用される。編成は基本的に1両編成（単行）である。
震災前の運行形態は、盛駅 - 釜石駅間の各駅停車が中心で、JR山田線を経由して三陸鉄道北リアス線久慈駅からの直通列車が1往復設定されていた。このほか、「リアス・シーライナー」などのJR大船渡線・南リアス線・JR山田線・北リアス線・JR八戸線といった三陸海岸沿いの各路線を通り抜ける臨時列車も設定されていた。盛駅 - 釜石駅間の列車は南リアス線運行本部所属の36-100形気動車、盛駅 - 久慈駅間の列車は北リアス線運行本部所属の36-100・200・1100・1200形気動車が使用されていた。なお、2009年（平成21年）3月14日改正以前は盛 - 宮古間の列車と一部の盛駅 → 釜石駅間の列車でJR東日本盛岡車両センター所属のキハ100系気動車が運行されていたが、直通運転の削減により線内での運用は消滅した。キハ100系で運転される列車の場合、運賃箱を使用せず運転士が直接運賃徴収を行っていた。また南リアス線内のみ走る列車は基本的に1両編成となっていた。

#### 宮古駅 - 久慈駅間
2011年（平成23年）3月11日の東北地方太平洋沖地震（東日本大震災）で全線が不通となったが、同年3月中に宮古駅 - 小本駅（現在の岩泉小本駅）間・陸中野田駅 - 久慈駅間が、2012年（平成24年）4月には田野畑駅 - 陸中野田駅間が復旧し、2014年（平成26年）4月の小本駅 - 田野畑駅間の復旧を以て全線で運転を再開した。列車は基本的には宮古 - 久慈間を通して運転されている。このほか、朝に普代駅始発久慈駅行が1本、平日に限って夜間に久慈駅始発田野畑駅行の各駅停車が1本、田野畑駅始発久慈駅行の快速列車1本が設定されている。全列車、ワンマン運転である。
また土休日を中心に、企画列車「お座敷列車北三陸号」や冬季限定で「こたつ列車」が定期列車に連結される形で1往復運行される。この場合は車掌が乗務する。なお2017年度からは両列車とも久慈駅行きを単独の臨時快速列車として運行している。
震災前の運行形態は、宮古駅 - 久慈駅間を往復する各駅停車が中心で、JR山田線・三陸鉄道南リアス線を通って盛駅まで直通する列車が1日1往復設定されていた。季節によってはレトロ調車両やお座敷車両「さんりくしおかぜ」での運転もあった。震災前には「リアス・シーライナー」や「さんりくトレイン北山崎」などJR東日本の路線に直通する臨時列車が設定されていた。震災後の2012年にはJR八戸線の全線復旧に伴い、キハ48形を改造したジョイフルトレイン「リゾートうみねこ」が北リアス線に乗り入れ、直通運転が復活した。2014年8月と2015年8月には、久慈駅 - 盛岡駅間に宮古駅経由で北リアス線とJR山田線を直通する臨時列車「さんりく北リアス」が運転された。

## 歴史

### 南リアス線
改正鉄道敷設法別表第7号に規定する予定線「岩手県山田ヨリ釜石ヲ経テ大船渡ニ至ル鉄道」の一部であり、山田（陸中山田）駅 - 釜石駅間は1939年（昭和14年）に山田線の一部として、大船渡駅 - 盛駅間は1935年（昭和10年）に大船渡線の一部として、盛駅 - 吉浜駅間は1970年（昭和45年）および1973年（昭和48年）に盛線として開業した。しかし、国鉄再建法により盛線は第1次特定地方交通線に指定され、日本鉄道建設公団が建設中であった吉浜駅 - 釜石駅間は工事が中断されたが、岩手県などが中心になって設立した第三セクターである三陸鉄道が既開業区間も合わせて引き受けることになって工事を再開。1984年（昭和59年）4月1日、盛線の三陸鉄道への転換と同時に開業し、同社の南リアス線として盛駅 - 釜石駅間が全通した。

#### 年表
- 1970年（昭和45年）3月1日 - 盛線として盛駅 - 綾里駅間 (9.1 km) が開業[20]、陸前赤崎・綾里の両駅を新設。
- 1973年（昭和48年）7月1日 - 盛線として綾里駅 - 吉浜駅間 (12.5 km) が延伸開業[20]、甫嶺駅、三陸駅、吉浜駅を新設。
- 1984年（昭和59年）4月1日 - 三陸鉄道 南リアス線として盛駅 - 釜石駅間 (36.6 km) が転換・開業され全通[5]。うち吉浜駅 - 釜石駅間 (15.0 km) は新設[5][20]。唐丹駅と平田駅を新設。
- 1985年（昭和60年）10月16日 - 小石浜駅を新設[4][21]。
- 1986年（昭和61年）7月26日 - 綾里駅 - 小石浜駅間に白浜海岸駅新設（夏季のみ開設の臨時駅）[4]。
- 1990年（平成2年）3月10日 - 最高速度を80km/hから90km/hに引上げ[1]。
- 1994年（平成6年）2月22日 - 小石浜 - 甫嶺間で強風による列車転覆事故が起こる。
- 2009年（平成21年）7月20日 - 小石浜駅を恋し浜駅に改称[4]。
- 2011年（平成23年）
  - 3月11日 - 東日本大震災により全線不通[4]。
  - 6月24日 - 東日本大震災発生以来、吉浜駅 - 唐丹駅間の鍬台トンネル内に留置されていた車両を点検・整備のため吉浜駅まで自力回送[22]。
- 2013年（平成25年）4月3日 - 盛駅 - 吉浜駅間 (21.6 km) が営業を再開し、記念列車を運行[4][22][14]。
- 2014年（平成26年）4月5日 - 吉浜 - 釜石間  (15.0 km) が営業再開[23]（南リアス線の全線が復旧[4]）。

### 北リアス線
改正鉄道敷設法別表第6号に規定する予定線「岩手県久慈ヨリ小本ヲ経テ宮古ニ至ル鉄道」であり、宮古駅 - 田老駅間は1972年（昭和47年）に国鉄宮古線（みやこせん）として、普代駅 - 久慈駅間は1975年（昭和50年）に国鉄久慈線（くじせん）として開業した。しかし、国鉄再建法により既開業区間は第1次特定地方交通線に指定され、日本鉄道建設公団が建設中であった田老駅 - 普代駅間は工事が中断されたが、岩手県などが中心になって設立した第三セクター三陸鉄道が既開業区間も合わせて引き受けることになって工事を再開、1984年（昭和59年）4月1日、宮古線・久慈線の三陸鉄道への転換と同時に開業し、同社の北リアス線として全通した。

#### 年表
- 1972年（昭和47年）2月27日 - 宮古線として宮古駅 - 田老駅間 (12.8 km) が開業、旅客営業のみ。一の渡駅、佐羽根駅、田老駅を新設。
- 1975年（昭和50年）7月20日 - 久慈線として久慈駅 - 普代駅間 (26.0 km) が開業、旅客営業のみ[24]。陸中宇部駅、陸中野田駅、野田玉川駅、堀内駅、普代駅を新設[24]。
- 1981年（昭和56年）9月18日 - 宮古線・久慈線とも第1次特定地方交通線として廃止承認。
- 1984年（昭和59年）
  - 4月1日 - 三陸鉄道 北リアス線として宮古駅 - 久慈駅間（71.0km）が転換・開業[5]。田老駅 - 普代駅間 (32.2 km) が延伸開業され全通[5]。摂待駅、小本駅、島越駅、田野畑駅を新設[5]。
  - 12月22日 - 白井海岸駅を新設[4]。
- 1986年（昭和61年）7月26日 - 野田玉川駅 - 陸中野田駅間に十府ヶ浦臨時駅を新設。1994年（平成6年）までの夏季および1999年の夏季のみの開設[25]。
- 1987年（昭和62年）3月22日 - 国鉄山田線・大船渡線との定期列車による直通運転を開始[26]。
- 1990年（平成2年）3月10日 - 最高速度を80km/hから90km/hに引上げ[1]。
- 1997年（平成9年）3月22日 - 宮古 - 久慈間に三陸鉄道初の快速列車「サーモン号」が運転開始[27]
- 2010年（平成22年）10月16日 - 山口団地駅を新設[25]。
- 2011年（平成23年）
  - 3月11日 - 全線が東北地方太平洋沖地震による災害で不通、津波で島越駅が流出するなど大きな被害を受ける。
  - 3月16日 - 陸中野田駅 - 久慈駅間が営業再開（復興支援列車として無料運行）[4]。
  - 3月20日 - 宮古駅 - 田老駅間が営業再開（同上）[4]。
  - 3月29日 - 田老駅 - 小本駅間が営業再開（同上）[4]。
- 2012年（平成24年）4月1日 - 田野畑駅 - 陸中野田駅間が営業再開[28]。これにより、未再開駅は島越駅のみとなる。
- 2014年（平成26年）4月6日 - 小本駅 - 田野畑駅間が営業再開[23]（北リアス線および三陸鉄道全線が復旧[4]）。
- 2015年（平成27年）12月23日 - 小本駅が岩泉小本駅に改称[29]。
- 2017年（平成29年）3月25日 - 十府ヶ浦海岸駅を新設[4][30]。

### 3線統合後（リアス線）
- 2019年（平成31年・令和元年）
  - 3月23日 - 山田線の釜石駅 - 宮古駅間がJR東日本から三陸鉄道へ移管され、リアス線となる[4]。払川駅と八木沢・宮古短大駅を新設[4]。北リアス線と南リアス線も含めた全線の案内上の呼称を「リアス線」とする[7]。この日は釜石駅 - 宮古駅間では2往復の記念列車のみを運行[31]。
  - 3月24日 - 三陸鉄道リアス線としての営業を開始[4]。ダイヤ改正が実施され、釜石駅 - 宮古駅間で一般営業列車の運行が開始[31]。
  - 10月12日 - 令和元年東日本台風（台風19号）の影響により全線で運休[32][33]。一部区間で土砂流入や路盤流失等が発生。
  - 10月14日 - 盛駅 - 釜石駅間で営業再開[34][35][32][33]。
  - 10月15日 - 宮古駅 - 田老駅間で営業再開[33]。釜石駅 - 宮古駅間と田老駅 - 久慈駅間で代行バスの運行を開始[36]。
  - 11月28日 - 津軽石駅 - 宮古駅間で営業再開[37][33]。同区間にて運行していた代行バスを釜石駅 - 津軽石駅間に縮小。
  - 12月28日 - 田老駅 - 田野畑駅間で営業再開[38][33]。
- 2020年（令和2年）
  - 1月16日 - 陸中山田駅 - 津軽石駅間で営業再開[38][39][33]。
  - 2月1日 - 田野畑駅 - 普代駅間で営業再開[40][41][33]。
  - 2月2日 - 宮古駅発着「プレミアムこたつ列車」を初めて陸中山田駅との間で初運行（従来こたつ列車を運行していた久慈方面に運休区間があるため）[42]。
  - 3月14日 - 普代駅 - 久慈駅間で営業再開[43][44][33]。
  - 3月20日 - 釜石駅 - 陸中山田駅間で営業再開し、全線復旧[43][45][33]。
  - 5月18日 - 新田老駅が開業[46][47]。
- 2024年（令和6年）
  - 8月15日 - 台風5号の影響により宮古駅 - 田老駅間で運休しバス代行運転を実施[48]。
  - 9月6日 - 久慈駅 - 新田老駅間で営業再開[49]。
  - 11月14日 - 全線で運行再開[50]。
- 2025年（令和7年）
  - 2月27日 - 大船渡市山林火災に伴い盛駅 - 三陸駅間が運休となる[51]。綾里地域全域の避難指示を受け、28日からバス代行運転を実施（陸前赤崎駅、綾里駅、恋し浜駅、甫嶺駅は通過扱い）[52][53]。
  - 3月2日 - 林野火災に伴い沿線への電力供給が停止したため、列車運休及びバス代行区間が盛駅 - 釜石駅間に延長[54]。
  - 3月9日 - 三陸 - 釜石駅間で運行再開[55]。
  - 3月11日 - 全線で運行再開[56]。

## 東日本大震災による被災

### 北リアス線
2011年（平成23年）3月11日に発生した東北地方太平洋沖地震（東日本大震災）に伴う津波により、路線各所が大小の被害を受けた。中でも、島越駅付近では駅および近接する松前川橋梁、コイコロベ橋梁、ハイペ沢橋梁が流失し、陸中野田駅 - 野田玉川駅間では道床が流失している。しかしながら、三陸鉄道社長の決断により震災5日後の3月16日には一部区間（陸中野田駅 - 久慈駅）で運転を開始、「震災復興列車」として運賃無料で運行し（同年3月末まで）、地元の足や復興への希望の象徴となった。ただし路盤が不安定になっていたため、運転再開当初は25km/h、4月11日からは45km/hの速度制限がかかり、信号系統も未復旧であったため代用閉塞である指導通信式を用いていた。
路線の半分以上をトンネルとするなど明治三陸大津波での経験を踏まえたルート選定が幸いし、被害箇所は5箇所、延長にして5.8kmと局所的であった。そのため、復旧はルートの変更無く行われることとなった。2012年（平成24年）には前記の路盤流出により不通となっていた田野畑駅 - 陸中野田駅間が開通し、同時にCTCが復旧したため、指導通信式の使用も終了となり、陸中野田駅 - 野田玉川駅間を除く大半の区間で震災前と同じ90km/h運転が出来るようになった。残る小本駅 - 田野畑駅間は2014年（平成26年）4月6日に復旧、島越駅付近は流失した高架橋の代わりに築堤を整備した。

## 駅一覧
- 全列車普通列車、途中全ての駅に停車する。
- 線路（全線単線） … ◇：列車交換可、｜：列車交換不可
  - ∧：久慈駅の三陸鉄道用ホームは1面1線であるが、JR2番線も三陸鉄道に通じているため、列車交換可能。
- 全駅岩手県内に所在。

| 路線名             | 駅名       | 営業キロ | 営業キロ                | 接続路線・備考                           | 線路            | 所在地          | 所在地     |
| 路線名             | 駅名       | 駅間     | 累計                    | 接続路線・備考                           | 線路            | 所在地          | 所在地     |
| ------------------ | ---------- | -------- | ----------------------- | ---------------------------------------- | --------------- | --------------- | ---------- |
| 南リアス線         | 盛駅       | -        | 0.0                     | 岩手開発鉄道：日頃市線・赤崎線（貨物線） | ｜              | 大船渡市        | 大船渡市   |
| 南リアス線         | 陸前赤崎駅 | 3.7      | 3.7                     |                                          | ｜              | 大船渡市        | 大船渡市   |
| 南リアス線         | 綾里駅     | 5.4      | 9.1                     |                                          | ◇               | 大船渡市        | 大船渡市   |
| 南リアス線         | 恋し浜駅   | 2.9      | 12.0                    |                                          | ｜              | 大船渡市        | 大船渡市   |
| 南リアス線         | 甫嶺駅     | 2.3      | 14.3                    |                                          | ｜              | 大船渡市        | 大船渡市   |
| 南リアス線         | 三陸駅     | 2.7      | 17.0                    |                                          | ◇               | 大船渡市        | 大船渡市   |
| 南リアス線         | 吉浜駅     | 4.6      | 21.6                    |                                          | ｜              | 大船渡市        | 大船渡市   |
| 南リアス線         | 唐丹駅     | 6.1      | 27.7                    |                                          | ◇               | 釜石市          | 釜石市     |
| 南リアス線         | 平田駅     | 5.4      | 33.1                    |                                          | ｜              | 釜石市          | 釜石市     |
| 南リアス線         | 釜石駅     | 3.5      | 36.6                    | 東日本旅客鉄道：■釜石線                  | ◇               | 釜石市          | 釜石市     |
| リアス線           | 釜石駅     | 3.5      | 36.6                    | 東日本旅客鉄道：■釜石線                  | ◇               | 釜石市          | 釜石市     |
| 両石駅             | 6.1        | 42.7     |                         | ｜                                       |                 | 釜石市          | 釜石市     |
| 鵜住居駅           | 2.2        | 44.9     |                         | ◇                                        |                 | 釜石市          | 釜石市     |
| 大槌駅             | 4.0        | 48.9     |                         | ◇                                        | 上閉伊郡 大槌町 | 上閉伊郡 大槌町 |            |
| 吉里吉里駅         | 3.4        | 52.3     |                         | ｜                                       | 上閉伊郡 大槌町 | 上閉伊郡 大槌町 |            |
| 浪板海岸駅         | 1.8        | 54.1     |                         | ｜                                       | 上閉伊郡 大槌町 | 上閉伊郡 大槌町 |            |
| 岩手船越駅         | 6.4        | 60.5     |                         | ◇                                        | 下閉伊郡 山田町 | 下閉伊郡 山田町 |            |
| 織笠駅             | 3.8        | 64.3     |                         | ｜                                       | 下閉伊郡 山田町 | 下閉伊郡 山田町 |            |
| 陸中山田駅         | 1.2        | 65.5     |                         | ◇                                        | 下閉伊郡 山田町 | 下閉伊郡 山田町 |            |
| 豊間根駅           | 11.1       | 76.6     |                         | ｜                                       | 下閉伊郡 山田町 | 下閉伊郡 山田町 |            |
| 払川駅             | 4.1        | 80.7     |                         | ｜                                       | 宮古市          | 宮古市          |            |
| 津軽石駅           | 2.1        | 82.8     |                         | ◇                                        | 宮古市          | 宮古市          |            |
| 八木沢・宮古短大駅 | 5.4        | 88.2     |                         | ｜                                       | 宮古市          | 宮古市          |            |
| 磯鶏駅             | 1.8        | 90.0     |                         | ｜                                       | 宮古市          | 宮古市          |            |
| 宮古駅             | 2.0        | 92.0     | 東日本旅客鉄道：■山田線 | ◇                                        | 宮古市          | 宮古市          |            |
| 宮古駅             | 2.0        | 92.0     | 東日本旅客鉄道：■山田線 | ◇                                        | 宮古市          | 宮古市          | 北リアス線 |
| 山口団地駅         | 1.6        | 93.6     |                         | ｜                                       | 宮古市          | 宮古市          |            |
| 一の渡駅           | 4.6        | 98.2     |                         | ◇                                        | 宮古市          | 宮古市          |            |
| 佐羽根駅           | 2.9        | 101.1    |                         | ｜                                       | 宮古市          | 宮古市          |            |
| 田老駅             | 3.6        | 104.7    |                         | ◇                                        | 宮古市          | 宮古市          |            |
| 新田老駅           | 0.5        | 105.2    |                         | ｜                                       | 宮古市          | 宮古市          |            |
| 摂待駅             | 8.3        | 113.5    |                         | ｜                                       | 宮古市          | 宮古市          |            |
| 岩泉小本駅         | 3.6        | 117.1    |                         | ◇                                        | 下閉伊郡        | 岩泉町          |            |
| 島越駅             | 8.5        | 125.6    |                         | ｜                                       | 下閉伊郡        | 田野畑村        |            |
| 田野畑駅           | 2.0        | 127.6    |                         | ◇                                        | 下閉伊郡        | 田野畑村        |            |
| 普代駅             | 9.3        | 136.9    |                         | ◇                                        | 下閉伊郡        | 普代村          |            |
| 白井海岸駅         | 3.4        | 140.3    |                         | ｜                                       | 下閉伊郡        | 普代村          |            |
| 堀内駅             | 3.1        | 143.4    |                         | ｜                                       | 下閉伊郡        | 普代村          |            |
| 野田玉川駅         | 4.5        | 147.9    |                         | ◇                                        | 九戸郡 野田村   | 九戸郡 野田村   |            |
| 十府ヶ浦海岸駅     | 1.7        | 149.6    |                         | ｜                                       | 九戸郡 野田村   | 九戸郡 野田村   |            |
| 陸中野田駅         | 2.3        | 151.9    |                         | ◇                                        | 九戸郡 野田村   | 九戸郡 野田村   |            |
| 陸中宇部駅         | 3.4        | 155.3    |                         | ｜                                       | 久慈市          | 久慈市          |            |
| 久慈駅             | 7.7        | 163.0    | 東日本旅客鉄道：■八戸線 | ∧                                        | 久慈市          | 久慈市          |            |

## キロポストについて
前述のような歴史的経緯から、リアス線では距離を示すキロポストが3つに分かれている（矢印の方向にキロ数が増える）。
1. 盛駅→釜石駅
南リアス線として開通した区間を盛駅起点でキロポストを打っているため（キロポストは下り進行方向左側に設置されている）。
2. 釜石駅←宮古駅
旧国鉄・JR山田線として開通した区間を盛岡駅起点でキロポストを打っているため（キロポストは上り進行方向左側に設置されている）。
3. 宮古駅→久慈駅
北リアス線として開通した区間を宮古駅起点でキロポストを打っているため（キロポストは下り進行方向左側に設置されている）。

踏切に表示されているキロ数も、旧山田線の釜石駅 - 宮古駅間では盛岡駅起点の距離となっている。

## その他
- NHKで2013年度前期（4月1日 - 9月28日）に放送された連続テレビ小説『あまちゃん』は、岩手県久慈市をモデルとした「北三陸市」が舞台で、北リアス線（当時）が「北三陸鉄道リアス線」（通称「北鉄」）、久慈駅が「北三陸駅」、堀内駅が「袖が浜駅」、田野畑駅が「畑野駅」として登場。三陸鉄道の全面的な協力のもと、北リアス線内各所で数々のロケが実施された。このほか直接は登場しないが、南リアス線についても作中で「南三陸鉄道リアス線」として言及されている。放送終了後も久慈駅改札口付近にドラマ関連の展示品を置くなど、観光客向けのサービスを続けている。
- 駅名標はかつて北リアス線・南リアス線で異なるデザインが採用されていたが、リアス線移行に合わせて全線で北リアス線におけるデザインに統一された。